# 소노자키 미온
소노자키 미온(園崎魅音)은 쓰르라미 울 적에의 인물이다. 히나미자와에 살고있는 주민이며, 나이는 20세(쇼와 39년생)로 추정된다. 소노자키 가문의 차기 당주이며. 가족으로는 할머니 소노자키 오료, 아버지, 어머니 소노자키 아카네, 동생 소노자키 시온이 있다.

## 프로필
이름 : 소노자키 미온
일어표기 : 園崎 魅音
나이 : 14세/20세[사토코와시 기준/쇼와39년생]
몸무게 : 52kg
키 : 165cm
생일 : 7월 10일
별자리 : 게자리 (점성술)
혈액형 : B형
가족관계 : 소노자키 오료(조모), 아버지, 소노자키 아카네(어머니), 소노자키 시온(동생)
좋아하는 것 : 마에바라 케이이치, 각종 게임, 친구들과 즐겁게 지내는 것.

## 개요
소노자키 시온과 쌍둥이 자매이다. 히나미자와 분교의 학생이며, 학급친구들 중 후루데 리카, 마에바라 케이이치, 호죠 사토코, 류구 레나 (본명 류구 레이나)와 함께 방과후 부활동 (게임)을 하면서 즐겁게 논다. 쌍둥이 여동생인 소노자키 시온과 놀라울 정도로 얼굴이 일치한다. 어린 마에바라 케이이치를 좋아하며, 자신을 '이 아저씨는 말야~ 하고 우스갯소리로 지칭하는 말투가 많다. 쾌활하고 유쾌한 성격이지만 소노자키 가문 차기당주로서의 역할을 수행할 때에는 그 누구보다 냉정하고 무서워진다. 한때 호죠 사토코의 오빠인 호죠 사토시에게 호감이 있었다.
어렸을 때 쌍둥이 여동생 소노자키 시온과 이름이 바뀌는데. 원래 미온이 시온이었고 시온이 미온이었다. 어렸을 때 소노자키 시온(현재의 소노자키 미온)이 소노자키 가문 차기 당주가 계승되는 날 소노자키 미온(현재의 소노자키 시온)에게 자신은 시온이라 먹을 수 없는 도미회를 먹고 싶다고 졸라서 그 둘은 딱 하루만 서로를 바꾸기로 결정하는데. 결국 둘의 모습을 헷갈린 자매의 부모님이 시온을 미온으로 착각하여 소노자키 가문 차기 당주와 미온의 이름은 소노자키 시온이 계승하게 된다. 하지만 그 누구보다도 당주 역할을 잘 수행하며. 겉으로는 철없고 웃음많은 아가씨처럼 보이지만 조직에 몸담고 있는 아버지의 수하들을 자기 마음대로 부릴 수 있는 카리스마도 갖추었다.
히나미자와 댐 건설 반대 운동을 할 때 미온은 그 누구보다도 댐 건설쪽 사람들과 맹렬하게 싸웠으며. 하루에도 몇번씩 경찰서를 들락날락 거렸다. 오니카쿠시 편에서는 히나미자와 증후군에 걸린 마에바라 케이이치에게 야구방망이로 맞아서 류구레나와 함께 죽음을 당하고. 와타나가시 편에서는 부활동 상품으로 인형을 마에바라 케이이치가 류구 레나에게 주자 그 일을 동생 소노자키 시온에게 털어놓게 되어 시온에게 질투심을 유발시키게 되어 참극의 도화선 역할을 하기도 한다. 타타리고로시 편에서는 히나미자와 대재해로 죽음을 당한다. 츠미호로보시 편에서는 류구레나의 살인을 뒤에서 몰래 숨겨주지만 류구 레나에게 오해를 받는다.